# Sông Phan (Vĩnh Phúc)
Sông Phan là phụ lưu của sông Cà Lồ, chảy ở tỉnh Vĩnh Phúc, Việt Nam.
Sông Phan nằm trong hệ thống sông Hồng, dài 19 km, diện tích lưu vực 191 km², mã sông "02 01 27 01".
Sông bắt nguồn từ dãy núi Tam Đảo, chảy ở thành phố Vĩnh Yên và các huyện Tam Đảo, Tam Dương, Bình Xuyên, Vĩnh Tường.
Hiện nay sông đang bị coi là "chết dần" vì ô nhiễm do chất thải đổ ra sông không được xử lý trước.